# Australian Securities Exchange
Australian Securities Exchange (ASX) este o bursă din Australia, cu sediul la Sydney și 492 de angajați în iunie 2005.
Australian Securities Exchange a fost formată prin fuziunea dintre Australian Stock Exchange și Sydney Futures Exchange, în iulie 2006.